# Аделебзен
Аделебзен (нем. Adelebsen) — община в Германии, в земле Нижняя Саксония.
Входит в состав района Гёттинген. Население составляет 6496 человек (на 31 декабря 2010 года). Занимает площадь 75,85 км².
| Год  | Население |
| ---- | --------- |
| 1990 | 6859      |
| 1995 | 7162      |
| 2000 | 7092      |
| 2005 | 6958      |
| 2010 | 6544      |

## Известные уроженцы и жители
- Буркхардт, Генрих Христиан (1811—1879) — немецкий лесовод.
- Грэфенберг, Эрнст (1881—1957) — немецкий врач, открывший G-точку.